# Kanton Chamalières
Chamalières is een kanton van het Franse departement Puy-de-Dôme. Het kanton maakt deel uit van het arrondissement Clermont-Ferrand.
Het kanton omvatte tot 2014 uitsluitend de gemeente Chamalières.
Bij de herindeling van de kantons door het decreet van 21 februari 2014, met uitwerking op 22 maart 2015 werd de gemeente Royat bij  het kanton gevoegd.